# Калабрия, Джованни
Джованни Калабрия (итал. Giovanni Calabria), или святой Иоанн Калабрия (лат. Ioannes Calabria; 8 октября 1873, Верона, Венеция — 4 декабря 1954, Верона, Венеция) — священник, основатель конгрегации бедных служителей Божественного Проведения (P.S.D.P.) и конгрегации бедных служительниц Божественного Проведения (P.S.D.P.), святой Римско-католической церкви.
Занимался активной пастырской и благотворительной деятельностью, прежде всего, в отношении брошенных детей и сирот. Содействовал росту участия мирян в жизни Церкви и евангелизации общества. Выступал за экуменический диалог между представителями христианских конфессий. Автор многочисленных статей и брошюр духовно-нравственного содержания.

## Биография

### Ранние годы
Джованни Калабрия родился в Вероне 8 октября 1873 года. Он был младшим ребёнком из семи детей в семье Луиджи Калабрия и Анджелы, урождённой Фоскьо. Семья жила в крайней бедности; отец работал сапожником, мать — горничной и прачкой. После смерти отца, Джованни был вынужден оставить учёбу и искать работу.
Семье пришлось переехать в помещение при церкви святого Лаврентия, ректор которой, священник Пьетро Скапини, помог Джованни подготовиться к поступлению в лицей при семинарии. В ноябре 1892 года он был принят в семинарию, но в экстернат. Спустя два года ему снова пришлось прервать образование из-за службы в армии.
Возобновил учёбу после военной службы, которую проходил в военном госпитале в Вероне, ухаживая за больными в инфекционном и венерическом отделениях. В августе 1897 года поступил на факультет теологии в семинарии, с намерением стать священником и получил разрешение носить сутану.
В ноябре 1897 года Джованни подобрал бездомного мальчика-цыгана, который заснул на пороге его дома. Это событие положило начало его деятельности, направленной на помощь сиротам и беспризорникам. Через несколько месяцев, по благословению кардинала Луиджи ди Каносса, он основал «Благочестивый союз для помощи бедным больным», собрав вокруг себя группу единомышленников из числа двух клириков и двух мирян — маркиза Алессандро де Лиски и графа Франческо Перец.

### Служение
Будьте добры и вы всегда будете молоды, будьте добры и вы всегда будете богаты, будьте добры и вы всегда будете счастливы.
11 августа 1901 года Джованни был рукоположен в сан священника, назначен викарием в церковь святого Стефана и духовником семинарии. После назначения, вместе с матерью, он переехал в дом в переулке Фонтанелле. Его главными занятиями на приходе стали конфессионал и благотворительная деятельность среди бедных и маргиналов.
В 1907 году он был назначен викарием в церковь святого Бенедикта на горе в самом центре Вероны и духовником военных, нёсших службу в этом городе. 26 ноября того же года в небольшом помещении в переулке Казе-Ротте им был основан «Дом добрых подростков» для помощи детям из бедных семей и детям-сиротам. Численность подопечных Джованни постоянно росла. Уже в следующем году учреждение переехало в просторное здание на улице Сан-Зено-аль-Монте, подаренное графом Франческо Перец.
В уходе за брошенными детьми Джованни помогали многочисленные добровольцы, которых он называл «партизанами милосердия» или «братьями-помощниками». В воспитании и образовании они следовали педагогической системе, разработанной священником Джованни Боско. Подросткам помогали осваивать профессии маляров, плотников, кузнецов и сапожников, чтобы потом они могли самостоятельно зарабатывать себе на жизнь. Кроме группы волонтёров-мужчин, образовалась и группа волонтёров-женщин, в числе которых была графиня Лавиния Перец. Женщины помогали на кухне и в гардеробной. В 1911 году некоторые из них принесли перед основателем личные монашеские обеты.
Помощь, которую Джованни оказывал бездомным, раздражала некоторых представителей епархиального клира. Поддавшись давлению, епископ Вероны освободил его от служения в приходе, лишив средств к существованию. Тем не менее, Джованни продолжил оказывать помощь больным и бедным, и уже в 1920 году филиалы, основанного им общества, появились в других городах области Венето.
11 февраля 1932 года мужская группа волонтёров была преобразована Джованни в Конгрегацию бедных служителей Божественного Проведения, которая получила окончательное утверждение со стороны Святого Престола 25 апреля 1949 года. Уже после епархиального одобрения, дома нового института появились по всей Италии. Их харизмой стало служение Богу в оказании помощи всем, от кого отвернулось общество, прежде всего это касалось брошенных детей, а также больных и пожилых людей; это служение изгоям сам основатель понимал, как служение покинутому всеми и распятому Христу. Особенное значение он придавал воплощению евангельских заповедей в жизнь, став одним из ярких представителей идеи «живого Евангелия» (итал. Vangelo vivente). В 1934 году первые монахи конгрегации были направлены им в Британскую Индию для помощи париям. Во время Второй мировой войны и Холокоста, под видом монахов, в конгрегации скрывали мужчин-евреев.
25 марта 1952 года, также как и мужская, женская группа волонтёров была преобразована Джованни в Конгрегацию бедных служительниц Божественного Проведения. Она получила утверждение со стороны Святого Престола 25 декабря 1981 года, уже после смерти основателя.
Большое значение Джованни уделял участию мирян в жизни Церкви. В 1944 году он основал Институт семьи внешних братьев, членами которого были исключительно миряне. Другом и единомышленником Джованни в поощрении мирян к активному участию в евангелизации был его соотечественник из Флоренции, священник Джулио Фачибени.

### Последние годы
Последние годы жизни, помимо благотворительной и проповеднической деятельности, Джованни активно выступал за единство христиан. Он состоял в переписке с деятелями протестантских и православных церквей, представителями иудаизма. Вёл активную переписку на латыни с известным британским писателем и англиканским богословом Клайвом Стейплзом Льюисом. С большим уважением к нему относился шведский лютеранский пастор Суне Виман из Эскильстуны, который, 6 марта 1964 года, отправил письмо папе Павлу VI, с просьбой начать процесс по канонизации почившего друга. Джованни Калабрия умер в Вероне 4 декабря 1954 года.

## Почитание
17 апреля 1988 года в соборе святого Петра в Риме он был беатифицирован папой Иоанном Павлом II. Этот же папа канонизировал его 18 апреля 1999 года. Литургическая память ему отмечается 8 октября.
Ещё при жизни им были опубликованы многочисленные статьи и брошюры духовно-нравственного содержания. После смерти Джованни Калабрия его высказывания, записанные последователями, и письма были изданы отдельными антологиями.